# Chiesa di San Pietro (Barontoli)
La chiesa di San Pietro è un edificio sacro situato a Barontoli, nel comune di Sovicille, in provincia di Siena, arcidiocesi di Siena-Colle di Val d'Elsa-Montalcino

## Storia e descrizione
Nata come prioria dell'abbazia di Sant'Eugenio a Siena, nel Trecento era suffraganea della pieve di Fogliano.
Della struttura medievale rimangono solo tracce nella parete esterna sinistra, con filaretto in pietra tufacea.
L'assetto interno, dopo vari rifacimenti, risale alla metà del XVII secolo, con la costruzione dei tre altari in stucco che si conservano ancora oggi (datati 1666 il destro, 1687 il sinistro).
La facciata risale invece all'intervento del 1826, ricordato da una lapide, di intonazione neoclassica.